# 8209 Toscanelli
8209 Toscanelli è un asteroide della fascia principale. Scoperto nel 1995, presenta un'orbita caratterizzata da un semiasse maggiore pari a 2,6073804 au e da un'eccentricità di 0,1657716, inclinata di 10,01325° rispetto all'eclittica.
L'asteroide è dedicato all'astronomo, matematico e cartografo italiano Paolo dal Pozzo Toscanelli.